# Basho-Ensemblen
Basho-ensemblen är en ensemble för nutida konstmusik skapad på denna sidan tusenårsskiftet. Ensemblen grundades 2003, har uruppfört en mängd verk, och spelat över hela Norden. 
Basho-ensemblen består av
- Ulrika Nilsson, sång
- Patrik Karlsson, gitarr, kapellmästare
- Anne-Mette Skovbjerg, gitarr
- Putte Frick Meijer, kontrabas
- Marcus Wall, slagverk
- Martin Q Larsson, konstnärlig ledning
- Martin Preis, marknadsföring

Basho-Ensemblen skapades ur ett projekt som Art on Stage i Århus, Danmark, arrangerade. Musiker bjöds in att tillsammans med en poet skapa en föreställning. Texten har alltid haft en central roll i Basho-Ensemblens produktioner. De samarbetade med poeten Johannes Anyuru under Spoken Word Festivalen i Kulturhuset i Stockholm. Många texter är baserade på Haiku, vilket gör att de korta texterna tvingas dras ut vilket kräver en väldigt långsam tidsuppfattning av lyssnaren. Som en recensent i Västmanlands läns tidning skrev. "Basho-Ensemblen söver och överraskar på en och samma gång"
Rikskonserter har beställt verk åt Basho-Ensemblen.